# NGC 1277
NGC 1277 är en linsformad spiralgalax i stjärnbilden Perseus, belägen omkring 220 miljoner ljusår från solsystemet. Den har en skenbar magnitud på cirka 14,7. Den upptäcktes den 4 december 1875 av Lawrence Parsons, 4:e earlen av Rosse. 
NGC 1277 har kallats en "relik från det tidiga universum" på grund av att dess stjärnor bildades under en period på 100 miljoner år för cirka 12 miljarder år sedan. Stjärnor bildades i en takt som var tusen gånger snabbare än Vintergatans galaxs bildningshastighet på kort tid. Efter att denna process av stjärnbildning hade avslutats, lämnades NGC 1277 fylld med metallrika stjärnor som är cirka 7 miljarder år äldre än solen. Det är dock fortfarande osäkert om NGC 1277 är en "relikgalax" då nuvarande studier (2016) fortfarande undersöker förhållandena. Observationer med Hubbleteleskopet tyder dock på att NGC 1277 saknar metallfattiga klotformiga stjärnhopar, vilket betyder på att den har samlat på sig lite massa under dess existens och stöder hypotesen om relikgalaxer.

## Mörk materia
NGC 1277 har en mycket ovanlig rotationskurva som tyder på att den innehåller väldigt lite mörk materia.

## Supermassivt svart hål

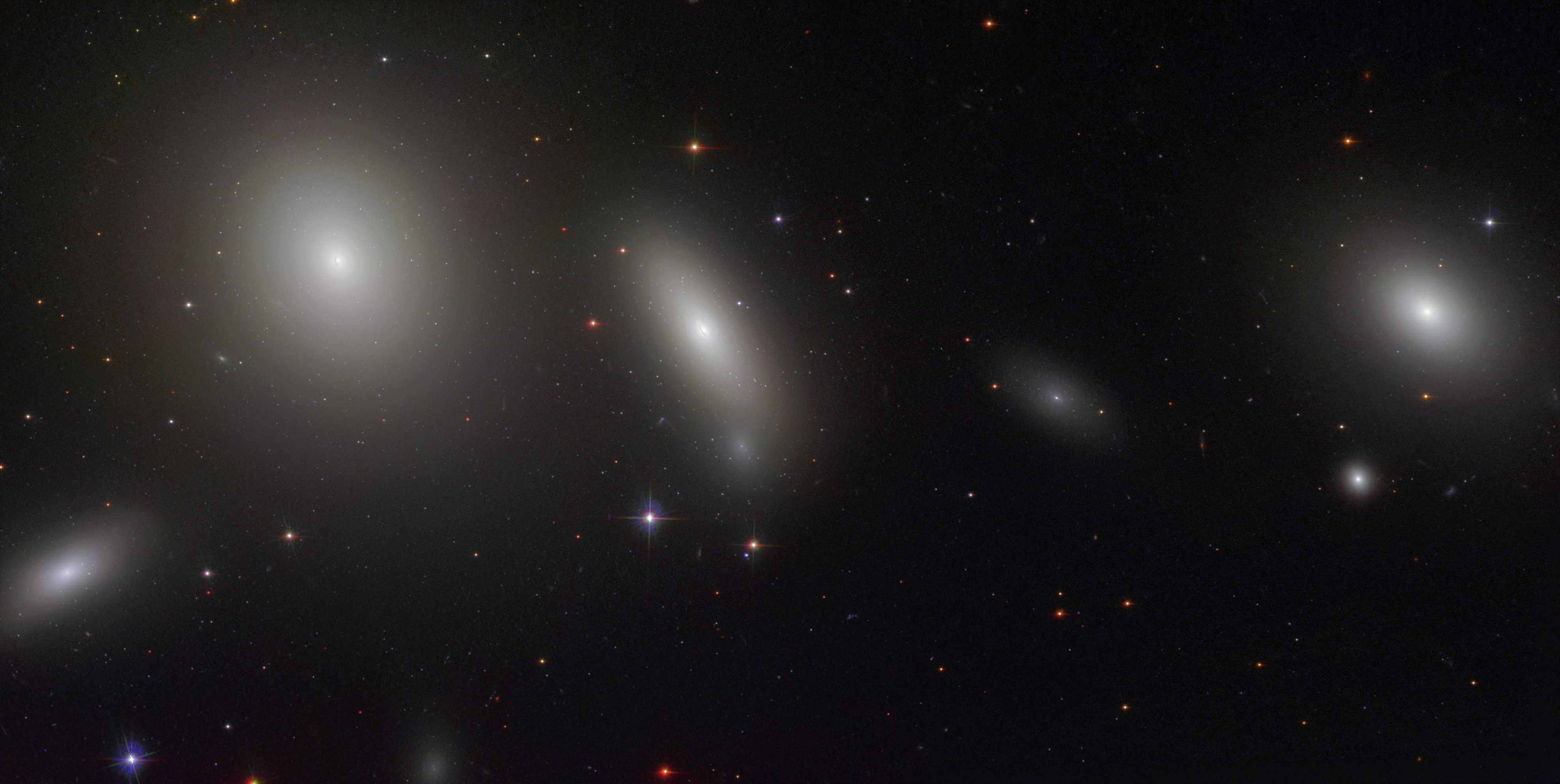
Hubbleteleskopets bild av den galaktiska gruppen i Perseushopen som NGC 1277 ingår i. Det är den ljusa galaxen strax till vänster om bildens mitt.

Initiala observationer gjorda med Hobby–Eberly-teleskopet vid McDonald-observatoriet i Texas tydde på närvaron av ett svart hål med en massa på cirka 17 miljarder solmassor, motsvarande 14 procent av galaxens totala stjärnmassa, på grund av stjärnornas rörelser nära galaxens centrum. Detta resulterade i det första påståendet att det svarta hålet i NGC 1277 är ett av de största kända i förhållande till värdgalaxens massa. 
En uppföljningsstudie baserad på samma data och publicerad året därpå kom fram till en helt annan slutsats. Det svarta hålet som ursprungligen föreslogs ha en massa av ca 17 miljarder solmassor var inte så massivt som man tidigare antagit. Det svarta hålets massa uppskattades istället till mellan 2 och 5 miljarder solmassor, vilket var mindre än en tredjedel av den tidigare uppskattade massan. Modeller utan svarta hål alls visade sig också ge relativt god anpassning till data, inklusive den centrala regionen. 
Efterföljande undersökningar använde adaptiv optik för att få en bättre uppskattning av det svarta hålets massa. En grupp gjorde observationer med Gemini Near Infrared Integral Field Spectrometer för att bättre bestämma massan av det svarta hålet i centrum av NGC 1277. Gruppen använde liknande modeller som van den Bosch, men med högre rumslig upplösning. Efter att ha använt stjärndynamik- och luminositetsmodeller för att uppskatta massan av det svarta hålet kom de fram till en massa på 4,9 miljarder solmassor, liknande uppskattningen från uppföljningsstudien som utfördes av Emsellem, som uppskattade en massa mellan 2–5 miljarder solmassor. På senare tid gjorde en ny grupp observationer med hjälp av det större Keckteleskopet med överlägsen rumslig upplösning och beräknade att ett svart hål med massa 1,2 miljarder solmassor passar bäst. Dessutom är detta värde en storleksordning mindre än vad van den Bosch först rapporterade, och noterades troligen vara en övre gräns på grund av att den roterande skivan i NGC 1277 ses från kanten.